# Université des sciences appliquées de Rotterdam

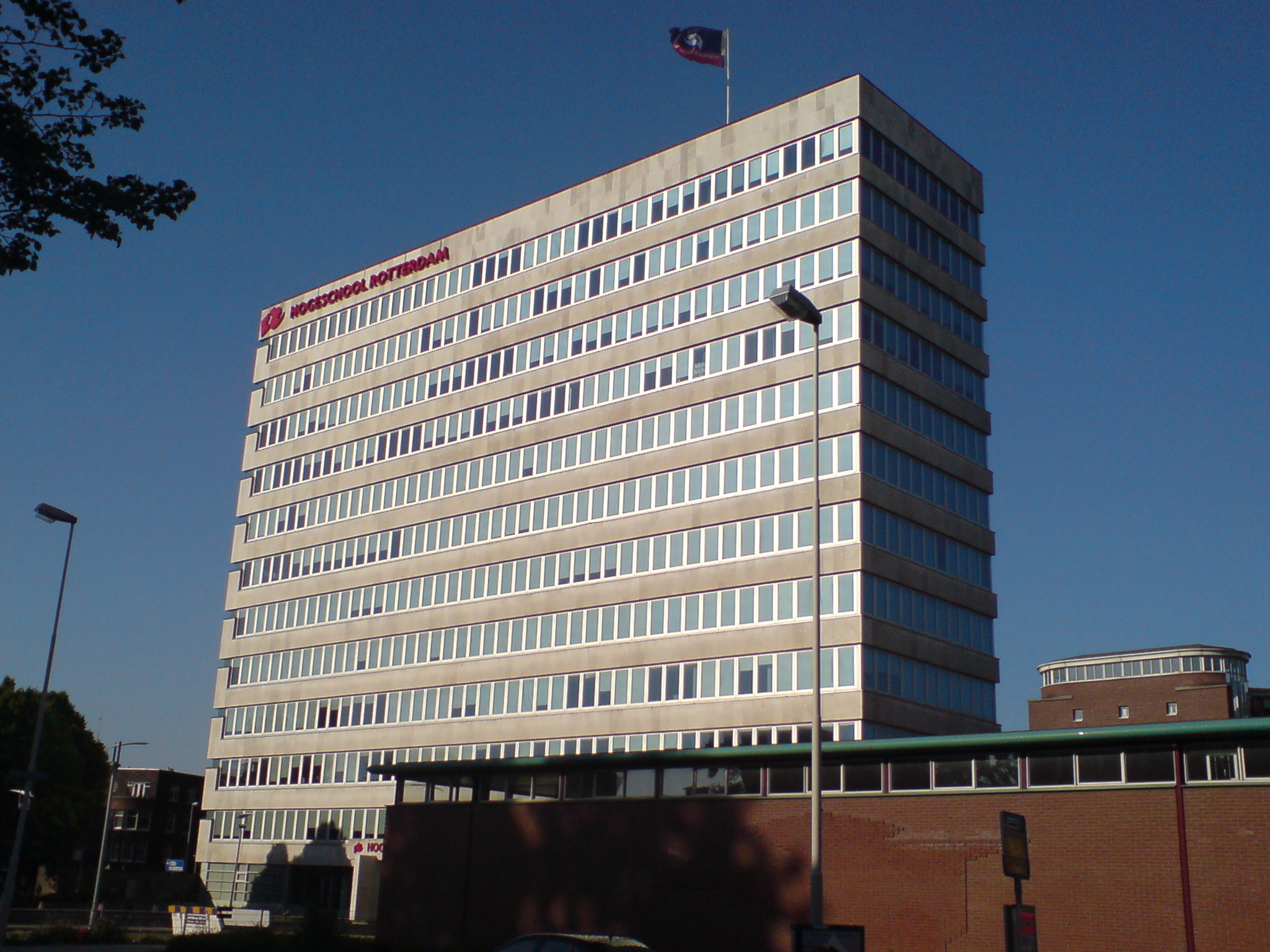
Établissement principal de l'université à Rotterdam, en face de la station de métro Dijkzigt.

L'université des sciences appliquées de Rotterdam ou haute école de Rotterdam (en néerlandais : Hogeschool Rotterdam, abrégé en HR) est une université des sciences appliquées avec des établissements dans la ville néerlandaise de Rotterdam et un à Dordrecht.

## Campus et bâtiments
L'emplacement principal de la Hogeschool est situé près du parc des Musées (Museumpark) à proximité de la station du métro de Rotterdam, Dijkzigt.

## Histoire
Elle a été créée en 1988, par la fusion de 19 écoles d'enseignement supérieur, suivie d'une fusion en 2003 avec la Hogeschool voor Economische Studies (« Université des études économiques », abrégé HES).

## Galerie

Bâtiments de la Hogeschool Rotterdam
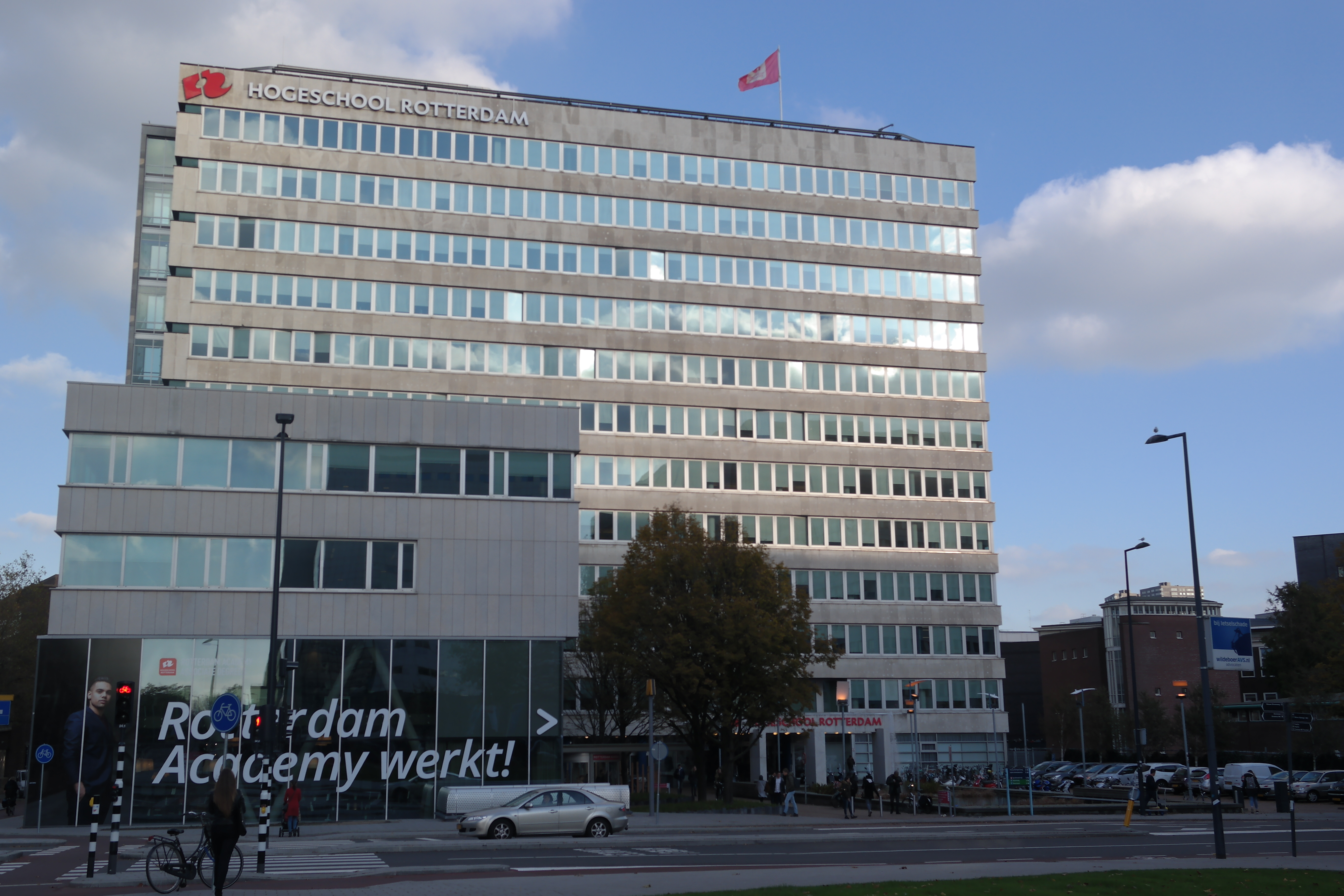
Bâtiment de la Rochussenstraat 2.
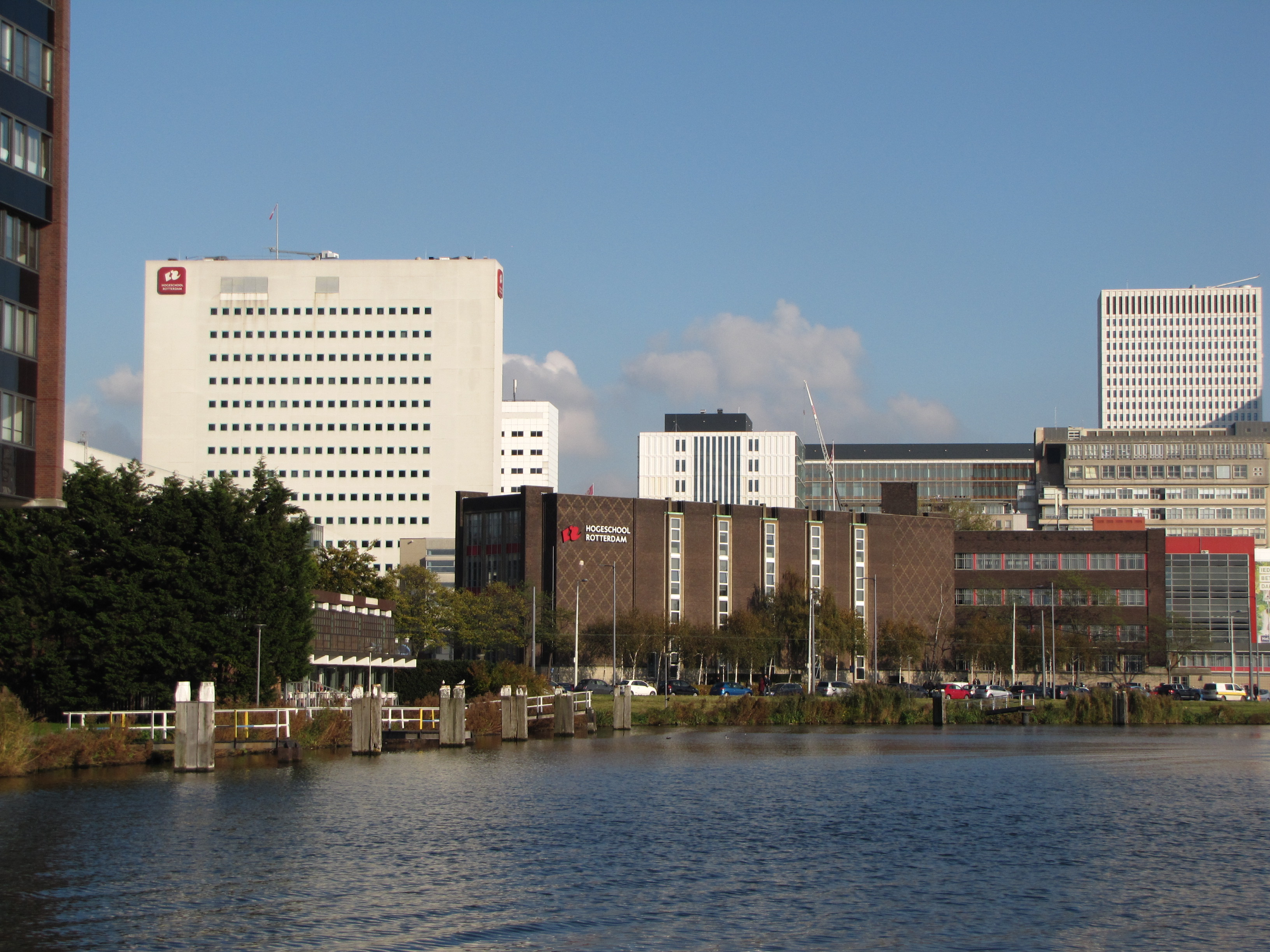
Bâtiments dans le quartier Dijkzigt
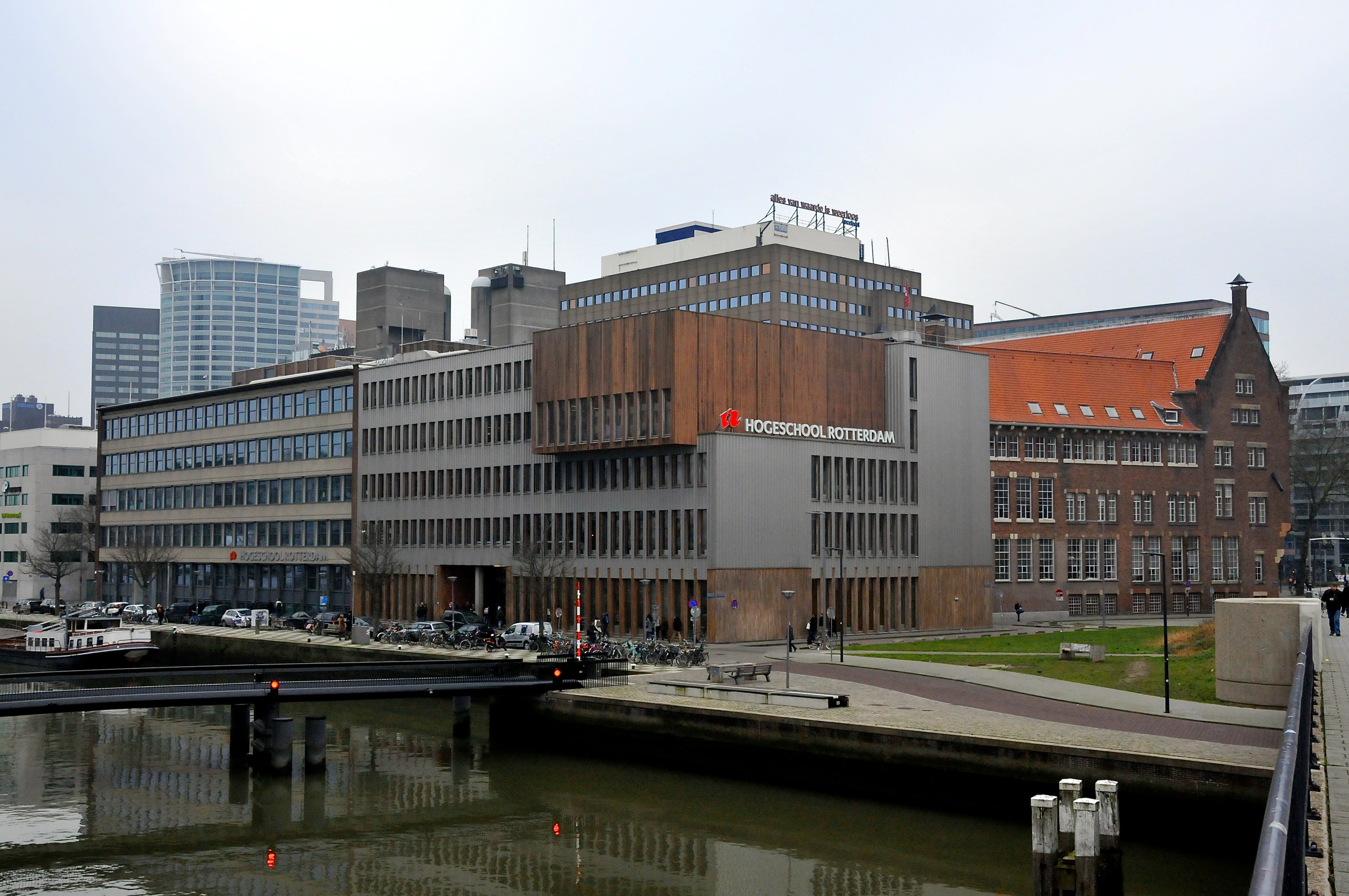
Bâtiment du centre ville (Wijnhaven, académie des arts)
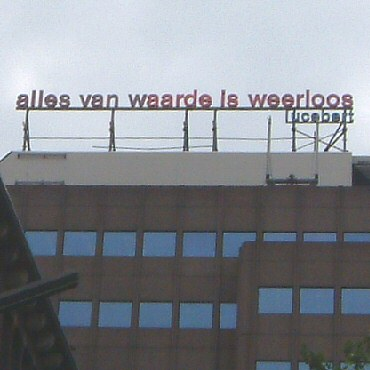